# Tester cieczy chłodzącej
Tester cieczy chłodzącej – areometr lub proste urządzenie oparte na zasadzie pomiaru wyporu, które mierzy gęstość cieczy w chłodnicy samochodowej, wyskalowany tak by informować o zawartości glikolu lub innej substancji obniżającej temperaturę krzepnięcia, a tym samym o stopniu odparowania wody. W czasie pomiaru istotne jest skontrolowanie temperatury. Temperatura, jako czynnik wpływający na rozszerzalność cieczy, jest parametrem istotnie wpływającym na wartość pomiaru. Wraz ze wzrostem temperatury następuje rozszerzenie się płynu i zmniejszenie gęstości roztworu.